# Etal (Micronésie)

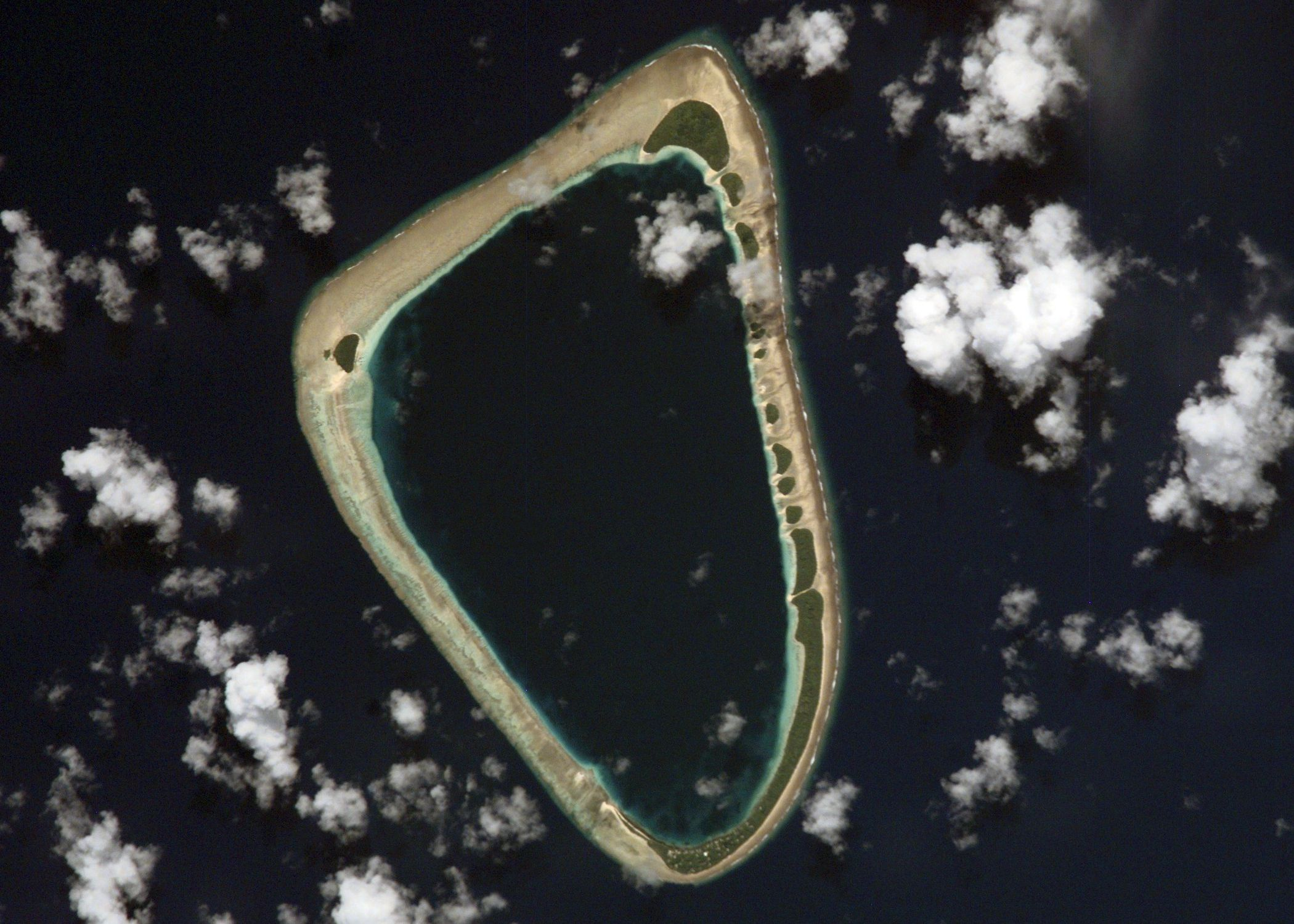
Photo de la NASA de l'atoll d'Etal

Etal ou Ettal est une île et une municipalité de l'État de Chuuk dans les États fédérés de Micronésie. Etal fait partie du groupe des îles Nomoi, situé à environ 250 km au sud-est des îles Truk.

## îles
Etal est un petit atoll avec 17 îles sur son plateau récifal. La plupart des îles ont des bosquets de noix de coco et d'arbres à pain. Les îles principales sont :
- Etal, située dans la partie SE de l'atoll, elle est la plus grande. Elle compte 267 habitants au recensement de 2000[4].
- Parang, située au nord, est la deuxième plus grande île
- Unon est une île isolée de la rive ouest.

## Histoire
Etal a été aperçue pour la première fois par les Européens par l'expédition espagnole d'Álvaro de Saavedra peu après août 1528 lors de sa première tentative de retour en Nouvelle-Espagne.